# Blandt New Yorks Storsvindlere
 Blandt New Yorks Storsvindlere er en amerikansk stumfilm fra 1919 af Allan Dwan.

## Medvirkende
- Clara Kimball Young som Ruth Brockton
- Anna Q. Nilsson som Grace Palmer
- Jack Holt som Tom Palmer
- Frederick Burton som George Brockton
- Frank Campeau som Steven Wilson